# Tidal wave (acconciatura)
Tidal wave (in italiano, letteralmente, onda di marea), nell'ambito della sociologia del costume, è l'espressione inglese che indica uno stile di acconciatura molto popolare tra le comunità di surfisti e skater degli anni settanta.

## Importanza nella storia del costume
L'importanza del tidal wave consiste nell'aver rappresentato la forma archetipale da cui si sono evolute le varianti stilistiche diacroniche che compongono il fenomeno di costume detto devilock. Il rapporto genetico tra i due stili e la paternità del devilock è correntemente attribuito a Jerry Only, bassista del gruppo dei Misfits e frontman della seconda versione della band. Poiché la nascita dell stile devilock appare attestata all'epoca che va da giugno 1978 al 26 giugno 1979, il passaggio evolutivo dal primo al secondo può essere collocato in un periodo praticamente coincidente o di poco precedente.